# Кадељано-Виконаго
Кадељано-Виконаго (итал. Cadegliano-Viconago) је насеље у Италији у округу Варезе, региону Ломбардија.
Према процени из 2011. у насељу је живело 1611 становника. Насеље се налази на надморској висини од 429 м.

## Становништво
| 1936. | 1951. | 1961. | 1971. | 1981. | 1991. | 2001. | 2011. |
| ----- | ----- | ----- | ----- | ----- | ----- | ----- | ----- |
| 1.273 | 1.327 | 1.609 | 1.753 | 1.783 | 1.884 | 1.774 | 1.867 |